# 金斯顿 (密苏里州)
金斯顿（Kingston）位于美国密苏里州西北部，是考德威尔县的县治所在，面积1.5平方公里。根据美国人口调查局2000年统计，共有人口287人，其中白人占98.95%。
39°38′35″N 94°02′18″W / 39.6431°N 94.0383°W